# Kirby Super Star
Kirby Super Star, conocido en Japón como Hoshi no Kirby: Super Deluxe (星のカービィ スーパーデラックス Hoshi no Kābī Sūpā Derakkusu?, lit. Kirby de las Estrellas: Super Deluxe) y en Europa como Kirby's Fun Pak, es un videojuego de plataformas para la videoconsola Super Nintendo Entertainment System desarrollado por HAL Laboratory y publicado por Nintendo. Fue lanzado por primera vez el 21 de marzo de 1996 en Japón; luego en Estados Unidos  el 20 de septiembre del mismo año y en Europa en 23 de enero de 1997. Kirby Super Star se lanzó para la Consola Virtual de Wii en Estados Unidos en el 27 de mayo de 2010. También una versión para la portátil Nintendo DS fue publicado bajo el título Kirby Super Star Ultra.
La caja de Kirby Super Star informa que se incluyen ocho juegos en el cartucho. Cinco de estos son de plataformas, mientras que los otros son pequeños juegos.

## Sistema de juego
Kirby Super Star se juega como la mayoría de los juegos de plataformas de la cuarta generación de videoconsolas. Kirby puede moverse a la izquierda, derecha, arriba y abajo en un plano de dos dimensiones. A través de cada nivel, Kirby debe evadir obstáculos en el terreno y los ataques de diferentes enemigos. A diferencia de los juegos anteriores basados en este personaje, la energía vital está representada con un medidor y no con seis unidades diferenciadas. Cuando el medidor de energía se vacía, Kirby pierde una vida; si pierde todas sus vidas, el juego termina. Es el primer videojuego de la saga Kirby que permite al protagonista realizar una gran variedad de ataques al copiar las habilidades de un enemigo, en oposición a juegos anteriores como Kirby's Adventure en que cada habilidad permitía un único tipo de ataque. Curiosamente, Kirby's Dream Land 3, el siguiente juego de la saga para Super Nintendo, obvió este aspecto de su predecesor y retomó el sistema de combinar los ataques únicos con animales ayudantes para acceder a nuevos ataques que se había visto en Kirby's Dream Land 2. La característica de múltiples ataques por cada habilidad resurgió recién en Kirby & the Amazing Mirror, aunque la variedad de ataques era menor a la de Kirby Super Star. Sin embargo, Kirby Squeak Squad incluyó una variedad igual de ataques, además de incluir nuevamente el medidor de energía. 

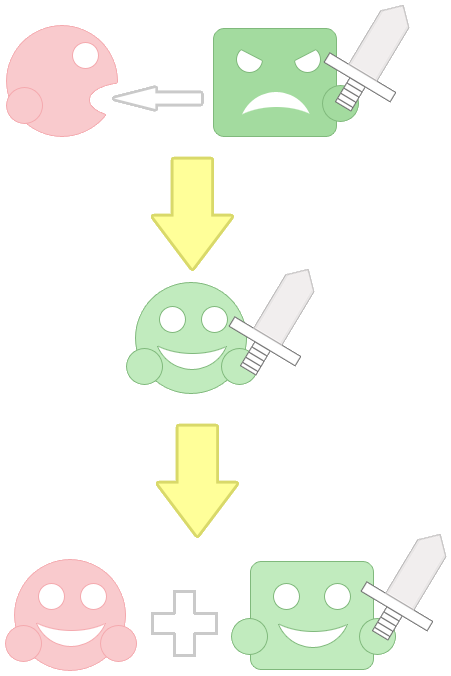
En la primera línea, Kirby (el círculo rosa) absorbe a un enemigo con una espada. En la segunda línea, Kirby obtiene la habilidad de usar la espada. En la tercera línea, Kirby sacrifica su habilidad para crear un ayudante que usará la espada.

Una de las características únicas de este juego es la adición de los ayudantes. Un ayudante es un enemigo convertido en aliado que sigue a Kirby y lo ayuda a combatir a los enemigos. Un segundo jugador puede utilizar un segundo gamepad para controlar al ayudante (salvo en Nintendo DS, en donde se usa una segunda consola en su lugar), convirtiendo a un juego de un solo jugador en un juego de dos jugadores en modo cooperativo. El ayudante a veces posee habilidades que Kirby no; por ejemplo, un ayudante basado en el poder Rueda puede ser montado por Kirby para avanzar a mucha más velocidad que si Kirby se convirtiera en rueda. Mientras que kirby muere al caer en un pozo, los ayudantes no tienen esta debilidad. Aparte de esto, ciertos minijuegos incluyen la opción de dos o más jugadores simultáneos. En el videojuego Super Smash Bros. Brawl existe una opción de juego cooperativo en el modo Adventure similar al concepto de ayudantes de Kirby Super Star.
Este es también el primer juego en que Kirby usa diferentes sombreros según la habilidad adquirida. Por ejemplo, para la habilidad Cuchilla usa un yelmo en punta, para Yoyo una gorra de béisbol puesta al revés, y para Luchador usa una bandana roja.
Kirby Super Star es uno de los tres juegos distribuidos fuera de Japón que utiliza el chip SA-1.  Los otros dos son Super Mario RPG: Legend of the Seven Stars y Kirby's Dream Land 3.

### Juegos de plataformas
Hay seis juegos principales en Kirby Super Star que mantienen el sistema de juego de Kirby's Adventure y otros juegos anteriores de la saga.
- Spring Breeze: Es el primer juego en Kirby Super Star. Está basado en Kirby's Dream Land, pero utiliza el sistema de juego y gráficos de Kirby Super Star. Kirby debe llegar al castillo de King Dedede para enfrentarlo y recuperar la comida que este robó a los ciudadanos de Dream Land. El nivel Castle Lololo fue obviado completamente, resultando en un nivel menos que el videojuego original para Game Boy. Sin embargo, Lololo and Lalala se mantuvieron en el juego como los jefes del nivel Float Islands reemplazando a Kaboola. Además, al llegar a nivel Mt. Dedede no es necesario volver a enfrentar a los jefes anteriores.

- Dyna Blade: Aparte del Deseo de la Vía Láctea, es el único juego que utiliza un mapa para mostrar la ubicación de cada nivel. Un pájaro gigante, Dyna Blade, está causando desastres en Dream Land; Kirby debe viajar hasta la montaña para detenerlo. El juego incluye dos niveles secretos donde es posible acceder a todos las habilidades del juego. Para acceder a ellos se debe activar un interruptor, como en Kirby's Adventure.

- Gourmet Race: Es una carrera contra King Dedede que incluye elementos típicos de los juegos de plataformas. El jugador debe vencer a King Dedede llegando primero a la meta y consumiendo más comida en el camino; para lograrlo el jugador debe utilizar todos los medios disponibles, incluyendo habilidades especiales.

- The Great Cave Offensive: Es el cuarto juego en Kirby Super Star. En él, el jugador debe recolectar un total de sesenta tesoros escondidos en una misteriosa cueva. Hay varios cuartos que esconden tesoros que aumentan el puntaje final y el porcentaje de recolección. Este juego ha sido usualmente comparado con Metroid en términos de sistema de juego, por los cuartos interconectados y la necesidad de retroceder sobre los propios pasos; aparte de ser considerado como la inspiración para Kirby & the Amazing Mirror. Este juego incluye varios objetos relacionados con juegos de Nintendo; por ejemplo el Koopa Shell de Super Mario Bros., Kong's Barrel de Donkey Kong, Bucket de Mario and Wario, la Trifuerza de The Legend of Zelda, un Mr. Saturn de EarthBound, el casco de Captain Falcon de F-Zero, la habilidad Screw Attack de Metroid, la espada Falchion de Fire Emblem, y varios otros cameos.

- Revenge of Meta Knight: Es el quinto juego. En él, Kirby intenta destruir la nave de guerra de Meta Knight, el Hal Abarda, antes de que Meta Knight conquiste Dream Land. A lo largo del juego, la tripulación de la nave comenta el progreso de Kirby. Cada área en el juego tiene un límite máximo de tiempo para ser completada; si el tiempo se acaba, el jugador pierde una vida. Kirby comienza la aventura sobre el Hal Abarda y se va abriendo camino hacía el interior pero es lanzado hacía Orange Ocean durante su primer encuentro contra Heavy Lobster. Logra alcanzar una estrella que lo lleva nuevamente hacia la nave, pero al ser atacado es despedido hacia el bosque. Luego de atravesar el bosque, Kirby se encuentra una vez con Dyna Blade, que lo alcanza nuevamente hasta el Hal Abarda. Desde aquí Kirby se dedica a eliminar a varios enemigos mientras destruye diferentes partes de la nave. Cuando la nave está destruida y comienza a caer, la tripulación escapa quedando solamente Sir Meta Knight para enfrentar a Kirby. Luego de que Kirby logra vencerlo, debe escapar del Hal Abarda antes de que se hunda en el océano. Mientras Kirby intenta escapar, Meta Knight aparece volando para continuar atacando. Al final, mientras Kirby observa como la nave se hunde, se ve un punto blanco alejarse, insinuando que podría tratarse de Meta Knight.

- Milky Way Wishes: Es el último juego. En él, el sol y la luna de Popstar están peleando, esto ocurre una vez por año, y esta disputa entre los dos astros provoca que el día y la noche se distorsionen, en el camino, Kirby se encuentra con un extraño bufón alegre llamado Marx, quien le dice que debe hacer lo correcto, reunir los fragmentos de los cristales que se encuentran en diversos planetas de la galaxia, uniéndolos todos se puede despertar a NOVA y así le concederá un deseo y de ese modo hacer que el Sol y la Luna dejen de pelear, Kirby de inmediato va en busca de ellos. Kirby debe viajar a través de varios planetas para llegar donde se encuentra la gran máquina NOVA que podrá ayudar a ponerle fin a la pelea. A diferencia de otros juegos de la saga, en este Kirby no puede copiar las habilidades de los enemigos que inhala (excepto las habilidades especiales de uso limitado); en este caso Kirby debe recolectar pedestales de lujo que representan las diferentes habilidades. Una vez que se obtiene el pedestal de una habilidad, esta habilidad podrá ser invocada a voluntad del jugador. De esta manera, el jugador puede adaptarse a los diferentes obstáculos. Cerca del final de este juego se deben superar dos escenas sobre una nave espacial, de manera similar al videojuego Gradius, dentro de la máquina NOVA y luego para destruir su corazón. Una vez que NOVA es destruido, Kirby enfrenta a Marx, el jefe final del juego, casi al final del juego, cuando Kirby iba a pedirle a NOVA que el Sol y la Luna dejasen de pelear, viene Marx (por traición) y pide el deseo antes que él, pidiendo que tengar el control de Pop Star, así NOVA toma un curso de colisión contra Pop Star, el Sol y la Luna dejan de pelear y se unen para evitar que NOVA se estrelle contra Pop Star, cuando él sea vencido, este explotara y los escombros y restos de NOVA son absorbidos por Marx, teniendo así una gran cantidad de poder, y así se quiere vengar de Kirby en una batalla final.

- The Arena: Es un juego extra basado en la resistencia. Al comenzar el juego, Kirby aparece en un cuarto donde puede elegir cualquier habilidad y también a cualquier ayudante. A partir de ahí, el jugador debe superar diecinueve escenas consistentes en enfrentar a diferentes enemigos en un espacio reducido. El jugador sólo dispone de una vida para completar el juego, y puede intercambiar habilidades entre escenas, además de recargar energía una limitada cantidad de veces. Los enfrentamientos son al azar e incluyen dieciséis batallas contra jefes, dos batallas contra minijefes y una batalla contra un Waddle Dee inmóvil. La última batalla es siempre contra Marx, el jefe más fuerte y resistente del juego.

### Otros juegos
Este juegos no califican como juegos de plataformas y son clasificados como minijuegos. Nintendo DS remplazó estos juegos por otros para aprovechar la capacidad del lápiz táctil.
- Samurái Kirby (También conocido como "Desenfunda!"): Es un minijuego basado en la capacidad de reacción en el momento justo, muy similar al minijuego Quick Draw de Kirby's Adventure. En el modo de un solo jugador, aparecen cinco enemigos, uno más difícil de vencer que el anterior. Cada jugador debe reaccionar presionando un botón apenas aparece una indicación en pantalla, y el jugador que reacciona más rápido es el ganador. Los personajes controlados por la videoconsola reaccionan en tiempos determinados por la dificultad de juego que el jugador eligió al comenzar. Este minijuego puede ser jugado por dos personas. Samurái Kirby apareció luego también como un minijuego en Kirby: Nightmare in Dream Land.

- Megaton Punch: Está también basado en la capacidad de reacción en el momento justo. En él el jugador debe presionar un botón en el momento correcto en tres oportunidades: cuando el medidor llega al tope de una barra, cuando se superponen dos cruces y cuando un péndulo emite un sonido. Se obtienen puntos basándose en la exactitud al momento de presionar el botón. Una vez que se realizan las tres acciones, Kirby intenta destruir una pila de bloques de cemento; un golpe lo bastante fuerte provoca una grieta en el planeta Popstar. Megaton Punch apareció luego también como un minijuego en Kirby and the Amazing Mirror.